# Kobaltammoniumfosfaat

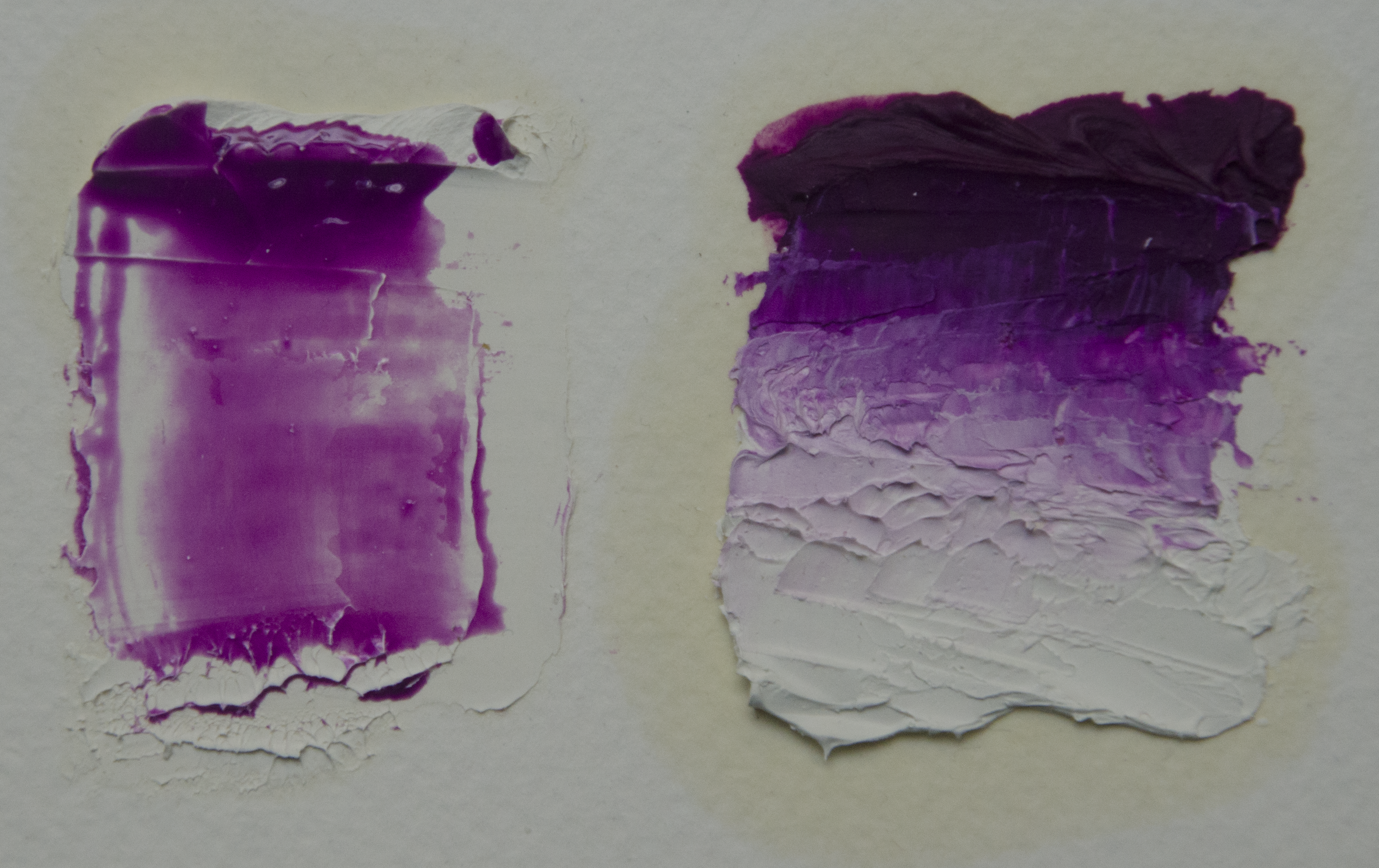
Kobaltammoniumfosfaat als een standolieglacis op zinkwit links en de massatint rechts

Kobaltammoniumfosfaat of kobalt(II)ammoniumfosfaat is een anorganisch pigment met de chemische formule {\displaystyle {\ce {CoNH4PO4}}} of in gehydrateerde vorm {\displaystyle {\ce {CoNH4PO4.H2O}}} .
In de tweede helft van de negentiende eeuw werd er veel geëxperimenteerd met het vervaardigen van verschillende varianten van kobaltviolet. Twee pigmenten werden feitelijk in productie genomen: kobaltfosfaat en kobaltarsenaat. Dit laatste pigment had een gewilde purperen tint. Het was echter ook zeer giftig vanwege de arsenicumcomponent. Na de Tweede Wereldoorlog werd dat steeds sterker als een probleem gezien. Na de jaren zeventig werd kobaltarsenaat niet meer als pigment ingezet. Ter vervanging had men toen al teruggegrepen op een derde gevonden variant: kobaltammoniumfosfaat dat een grotere kleurkracht en een warmere gloed had dan kobaltfosfaat. Het werd op de markt gebracht als Caprice Violet. Kobaltammoniumfosfaat zou een ruimere industriële toepassing vinden dan beide andere kobaltvioletten en wordt nog steeds gebruikt om glas, email en plastics paars te kleuren. Het vond ook zijn weg naar de schilderkunst. Tegenwoordig is de naam "kobaltviolet licht", die eerst voor kobaltarsenaat gebruikt werd, overgegaan op kobaltammoniumfosfaat. Dat werkt wat verwarrend want "kobaltviolet donker", het kobaltfosfaat, is feite lichter dan kobaltammoniumfosfaat.
Kobaltammoniumfosfaat is zeer lichtecht. Het heeft een vrij verzadigde roodviolette tint. Het heeft een vrij grote kleurkracht. In olieverf leidt het tot een kortere droogtijd. In aquarel heeft het pigment de neiging uit te vlokken. Het is niet zuurbestendig maar lost niet op in water. Het is zeer duur met een industriële prijs van tussen de duizend en tweeduizend dollar per kilogram. Het is licht giftig en kan allergische reacties veroorzaken. Langdurig inademen van het poeder kan leiden tot astma. Inslikken van het poeder leidt tot kokhalzen, diarree en verwijding van de bloedvaten. In de Colour Index is het het PV 49.